# Denis Thatcher

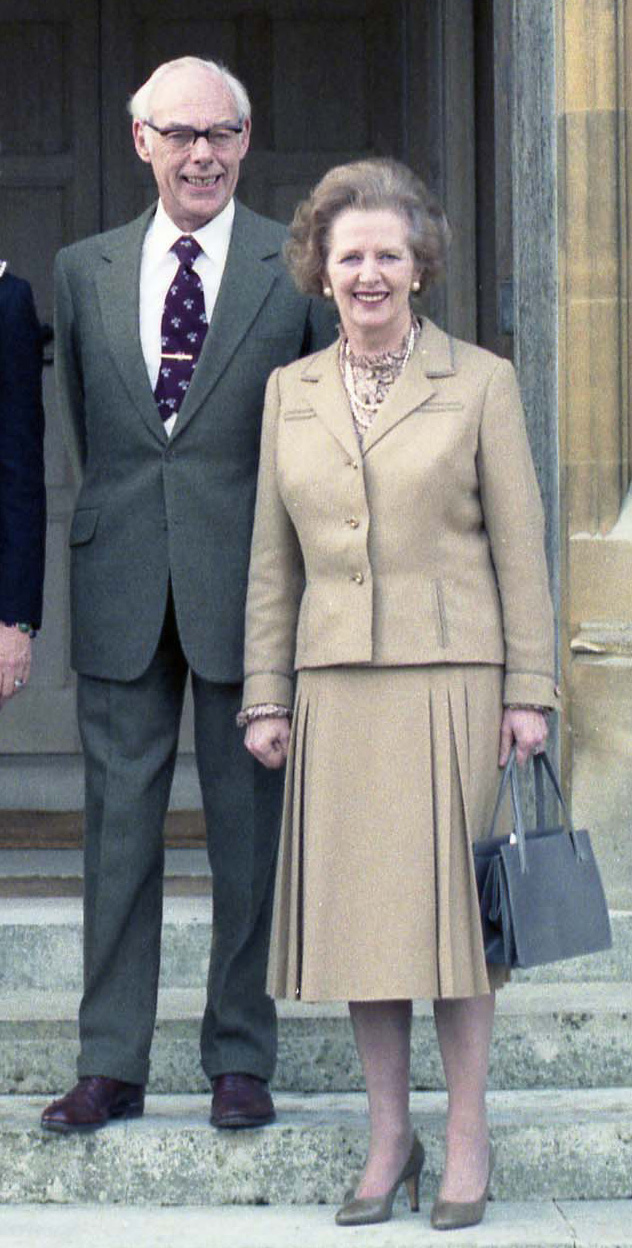
Sir Denis Thacher z żoną,
premier Margaret Thatcher w 1984

Denis Thatcher (ur. 10 maja 1915 w Lewisham w Londynie, zm. 26 czerwca 2003 w Londynie) – brytyjski przedsiębiorca, baronet, mąż brytyjskiej premier Margaret Thatcher.

## Życiorys
Był synem urodzonego w Nowej Zelandii przedsiębiorcy Thomasa Herberta Thatchera. Przed wybuchem II wojny światowej ukończył londyńską Mill Hill School. W czasie wojny powołany został do służby w stopniu podporucznika w oddziałach saperów piechoty brytyjskiej, a od 1 października 1940 przeniesiony został do artylerii. Nie brał bezpośredniego udziału w walkach, był jednak w oddziałach biorących udział w inwazji Sycylii i potem w walkach we Włoszech; awansował do stopnia majora, za służbę w wojsku dwukrotnie nagrodzony Mentioned in Despatches, otrzymał też w 1945 Order Imperium Brytyjskiego.
W 1942 roku ożenił się z Margaret Doris Kempson (1918-1996), ale małżeństwo to – naznaczone ciągłą nieobecnością Denisa przebywającego na wojnie i bezdzietne – przetrwało formalnie tylko do roku 1948, kiedy na prośbę Margaret Doris orzeczony został ich rozwód, po którym jeszcze w styczniu 1948 wyszła ona za mąż ponownie. Denis Thatcher później przez wiele lat ukrywał swoje pierwsze nieudane małżeństwo, nawet przed własnymi dziećmi z drugiego małżeństwa.
Denis Thatcher był na przełomie lat 40. i 50. XX wieku zamożnym przedsiębiorcą w branży chemicznej. W 1949 poznał Margaret Roberts, swoją przyszłą żonę; poślubił ją 13 grudnia 1951 r. Finansował jej studia prawnicze, a także początki jej kariery politycznej, rozwijając równocześnie własne przedsiębiorstwo (w 1957 r. zatrudniał ok. dwustu pracowników). Przeżywszy jednak załamanie nerwowe w 1964 zdecydował się sprzedać je firmie Castrol w 1965, otrzymując miejsce w jej władzach i zachowując je także po połączeniu w 1966 w Burmah-Castrol. Odszedł na emeryturę w czerwcu 1975, kilka miesięcy po wyborze jego żony na stanowisko przewodniczącej Partii Konserwatywnej.
Denis Thatcher był pierwszym w historii polityki małżonkiem kobiety-premiera Wielkiej Brytanii.
Pod koniec życia, w styczniu 2003, przeszedł wielogodzinną operację serca (bypass), lecz kilka miesięcy później wykryto u niego nieoperacyjnego raka trzustki, w wyniku którego zmarł w czerwcu tego samego roku. Ceremonia pogrzebowa odbyła się 3 lipca w Royal Hospital Chelsea, po czym jego ciało spopielono w krematorium Mortlake.